# Parandra laevis
Parandra laevis är en skalbaggsart som beskrevs av Pierre André Latreille 1804. Parandra laevis ingår i släktet Parandra och familjen långhorningar.
Artens utbredningsområde är:
- Kuba.
- Haiti.

Inga underarter finns listade i Catalogue of Life.